# ...For the Kids
...For the Kids es el álbum debut de Gym Class Heroes publicado en diciembre de 2001 independientemente por la banda.

## Lista de canciones
1. "Thinking Out Loud" – 1:21
2. "Food for Mic Skills" – 4:23
3. "Oh My God" – 3:56
4. "A Beautiful Day" – 3:39
5. "Extra Extra" – 5:40
6. "Crab Apple Kids" – 4:20
7. "Happy Little Trees" – 3:07
8. "How It Was" – 2:57
9. "Noah" – 3:59
10. "This Thing Called Life" – 4:43
11. "Eighty-Five" – 4:25
12. "wejusfreestylin" – 1:29
13. "Pig Latin" – 3:51
14. "Eighty-Five (Sie-One Remix)" – 4:08
15. "Hey Mina" – 1:55

## Datos
- La Canción "Noah" es una canción homenaje a un compañero de clase y amigo de Travis "que perdió la vida como consecuencia de un accidente de coche en el otoño de 1996 durante su primer año en la escuela secundaria.
- La canción "Happy Little Trees" es una primera versión de la canción "To Bob Ross with Love" de su álbum The Papercut Chronicles de 2005.

## Créditos
- Jason Amsel - Guitarra/Sintetizador de voz
- Milo Bonacci - Guitarra
- Ryan Geise - Bajo
- Travis McCoy - Voz
- Matt McGinley - Batería
- Jim Paciulli - Voz
- DJ Sie Uno - Las muestras/Los cortes
- Timothy McGown - Voz